# المدرسة الليبرالية الفرنسية
المدرسة الليبرالية الفرنسية (تسمى أيضا «مدرسة التفاؤل» أو «المدرسة الأرثوذكسية») هي مدرسة فكر إقتصادي من القرن التاسع العشر تركزت في كوليج دو فرانس و معهد فرنسا. كان لجريدة الاقتصاديين دور فعال في نشر أفكار المدرسة. المفكرون الرئيسيون هم فردريك باستيا، جان بابتست ساي، أنطوان ديستو دو تراسي، و غوستاف دو موليناري ‏.
دافعت المدرسة بنهم على التجارة الحرة و اقتصاد عدم التدخل الرأسمالي. كانت في الأول معارضة لأفكارالجماعيين، التدخليين و الحمائيين. جهل هذا المدرسة الفرنسية رائدة المدرسة النمساوية الحديثة.